# Vile
"Vile" kan ha olika betydelser. För death metal-albumet, se Vile (musikalbum).
Vile (även Vili eller Wili) är en gud i nordisk mytologi.
Vile är, liksom bröderna Oden och Ve, son till Bor och jättinnan Bestla samt sonson till Bure. Namnet betyder "vilja". 
Oden, Vile och Ve dödade jätten Ymer. Av hans kropp skapade de jorden och himlen, och av några trästockar vid havsstranden skapade de de två första människorna, Ask och Embla. Völuspa anger Oden, Höner och Lodur. Vile och hans broder Ve tog över Odens styre under hans frånvaro och dessutom delade de på hans hustru Frigg.
Brödernas namn var ursprungligen en allitteration "(V)oden, Vile och Ve.